# Begafő
Begafő (korábban Bégafő, szerbül Клек / Klek, németül Klek, románul Clec) település Szerbiában, a Vajdaságban, a Közép-bánsági körzetben, Nagybecskerek községben.

## Fekvése
Nagybecskerek északkeleti szomszédjában, a Béga mellett, Jankahíd, Begaszentgyörgy és Lázárföld közt fekvő település.

## Története

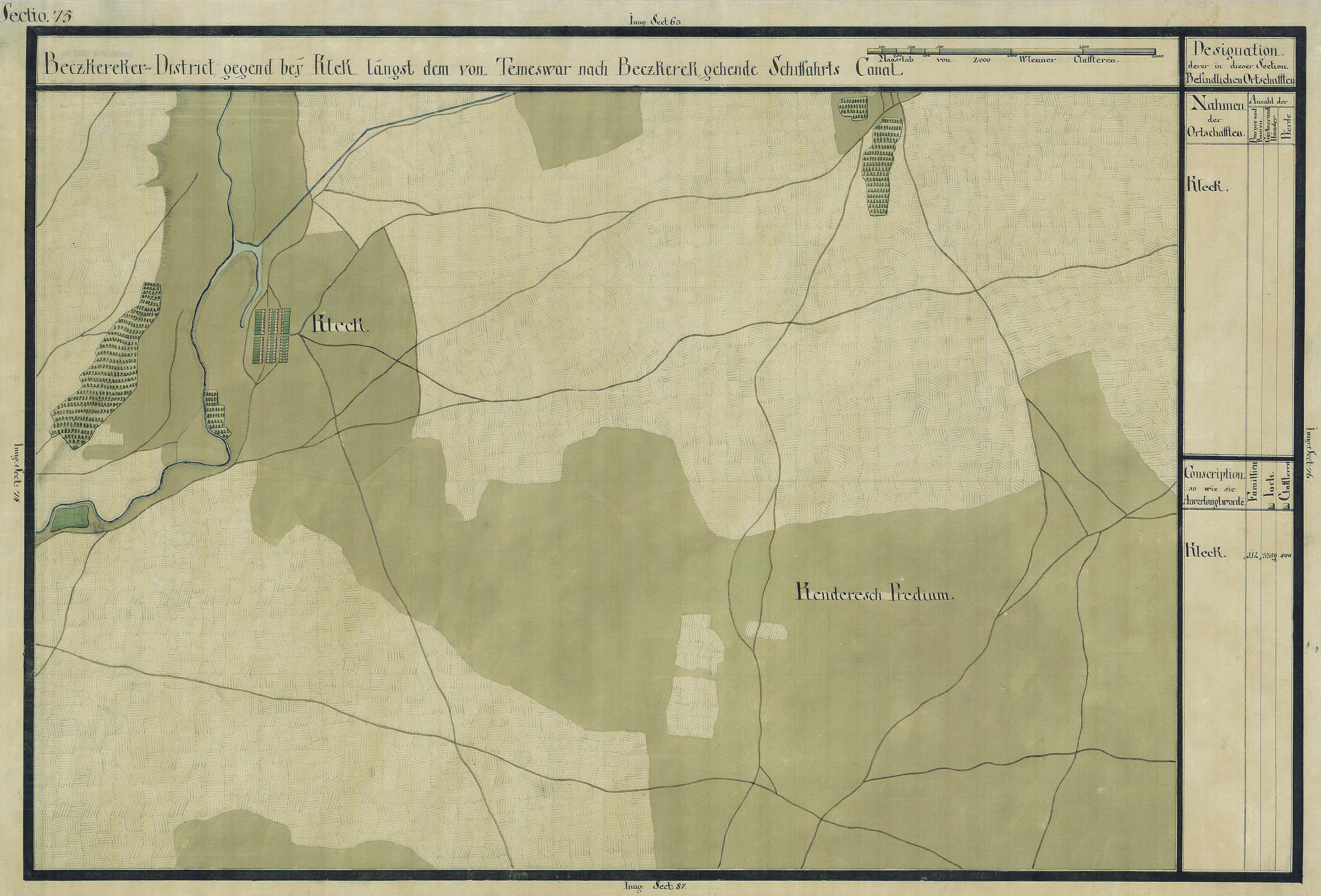
Begafő egy régi térképen

Begafő, előző nevén Klekk a 18. század század közepéig  csak kincstári puszta volt, melyet 1750-től a délmagyarországi kincstári puszták bérlő-társasága bérelt.
1765-ben Mária Terézia királynő rendeletére, a kincstár Maros menti románokat telepített az itteni pusztára akik a Jankahíd felé vezető út mindkét oldalán építették fel házaikat, majd a románok letelepedése után nem sokkal szerbek költöztek a helységbe, akik 1783-1784-ben átköltöztek a Határőrvidékre. A románok legnagyobb része is elköltözött és helyükbe a Lázár család, mint a helység földesura, németeket telepített. Az új bevándorlók házaikat a mai község helyén építették fel.
1838-ban a település birtokosa Lázár Zsigmond volt.
1910-ben a Jankahidi-híd mellett a Béga folyóban épülő zsilipmunkánál foglalatoskodó munkások között kolerajárvány ütött ki.
1910-ben 1306 lakosából 66 magyar, 1069 német, 142 román volt. Ebből 1136 római katolikus, 14 református, 149 görögkeleti ortodox volt.
A trianoni békeszerződés előtt Torontál vármegye Nagybecskereki járásához tartozott.

## Népesség

### Demográfiai változások
| 1948 | 1953 | 1961 | 1971 | 1981 | 1991 | 2002 | 2011 |
| ---- | ---- | ---- | ---- | ---- | ---- | ---- | ---- |
| 1608 | 1635 | 1835 | 1990 | 2401 | 2729 | 2959 | 2706 |

## Nevezetességek
- Római katolikus templomát - 1848-ban Sarlós Boldogasszony tiszteletére szentelték

## Itt született
- Lazăr Gruescu (1840-1870) politikus, aki képviselő volt a magyar parlamentben

## Galéria

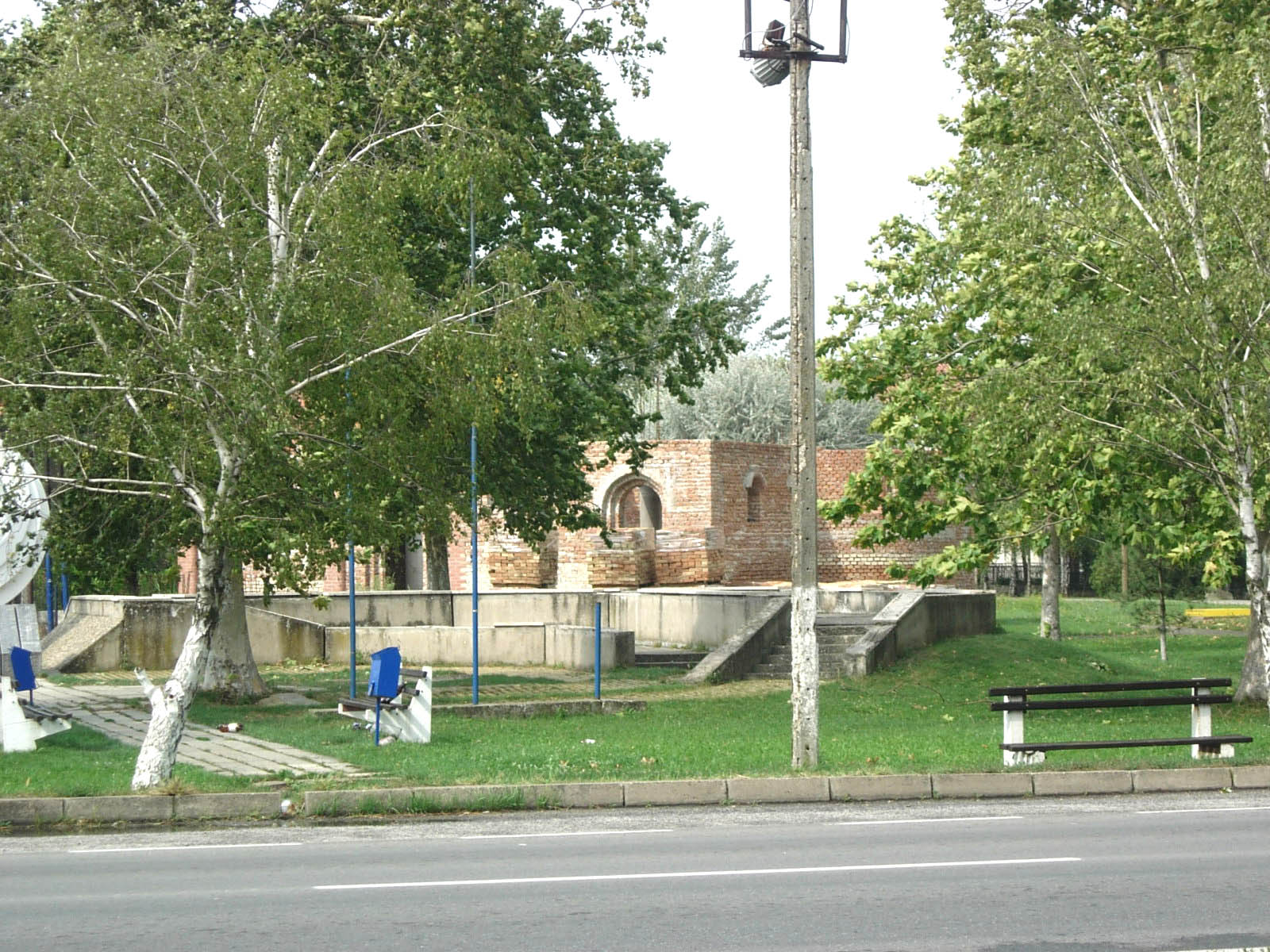
Az épülő ortodox templom
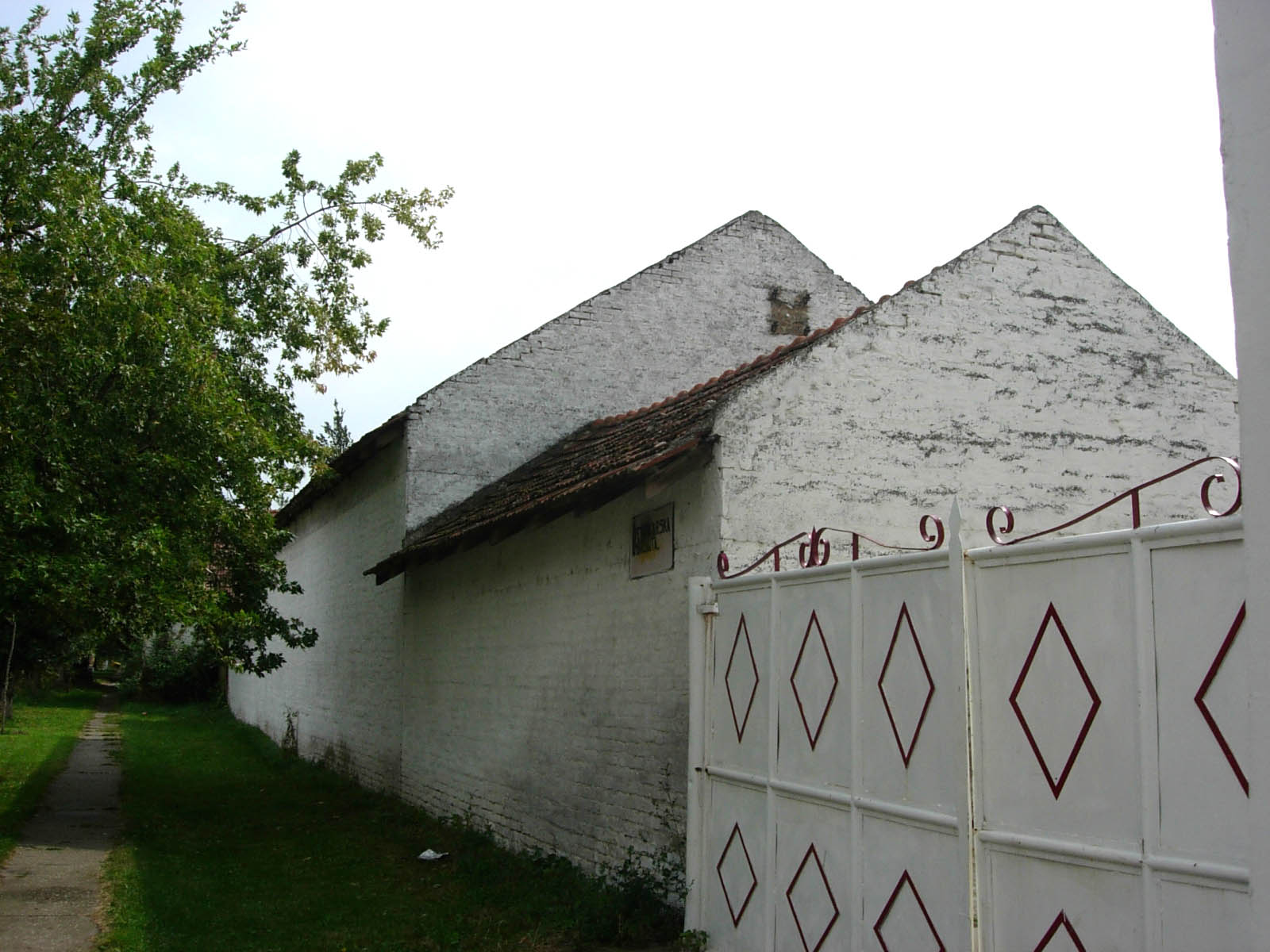
A lerombolt római katolikus templom helye